# Pseudoterpna agrestaria
Pseudoterpna agrestaria är en fjärilsart som beskrevs av Philogène Auguste Joseph Duponchel 1829. Pseudoterpna agrestaria ingår i släktet Pseudoterpna och familjen mätare. Inga underarter finns listade.